# Гайтукаев, Ахъяд Ахметович
Ахья́д (Ахият) Ахме́тович Гайтука́ев (18 декабря 1944, Алма-Атинская область — 12 августа 2023) — советский, российский и чеченский актёр, один из ведущих артистов Чечено-Ингушского государственного драматического театра имени Х. Нурадилова. Лауреат Государственной премии РСФСР имени К. С. Станиславского (1977), Народный артист Чечено-Ингушской АССР (1991).

## Биография
Родился 18 декабря 1944 года в Алма-Атинской области, где его семья находилась в депортации. В 1967 году, окончив Грозненское культурно-просветительское училище по классу актерское мастерство, начал работу в Чечено-Ингушском драматическом театре имени Х. Нурадилова.
Сыграл целый ряд главных ролей в спектаклях театра. За роль Таркоевца в спектакле Руслана Хакишева «Песни вайнахов» в 1977 году был удостоен Государственной премии РСФСР имени К. С. Станиславского. В 1991 году был удостоен звания Народного артиста Чечено-Ингушской АССР.
Во время второй чеченской войны переехал в Германию.
Умер в 2023 году

## Спектакли
- Жених и Леонардо («Кровавая свадьба» Гарсиа Лорки);
- Дон Родриго («Сид» Пьера Корнеля);
- Федерико («Собака на сене» Лопе де Вега)
- Старик («Пелхьонаш» Саида Гацаева);
- Авалу («Бож-Али» Абдул-Хамида Хамидова);
- Свердлов («Лениниана» Мималта Солцаева);
- Таркоевец («Песни вайнахов» Руслана Хакишева);
- Бухути («Пока арба не перевернулась» Отара Иоселиани);
- Лорис-Меликов («Когда рушится мир» Отара Иоселиани);
- Князь Борич («Тигр и гиена» Шандора Петёфи).

## Награды и звания
- Государственная премия РСФСР имени К. С. Станиславского (1977) — за роль Таркоевца в спектакле «Песни вайнахов» Руслана Хакишева;
- Народный артист Чечено-Ингушской АССР (1991).

## Фильмография
- Кольцо старого шейха;
- Загадка кубачинского браслета;
- Вершины не спят;
- Канатаходец;
- По следам Карабаира;
- Буйный Терек;
- Мгновения;
- Песни Альп.